# Bolsjoj tjelovek
Bolsjoj tjelovek (ryska: Большой человек, bokstavligen översatt "Stor man") är en rysk drama-stumfilm från 1908, regisserad av Aleksandr Drankov.